# Boulevard de Marseille (Abidjan)
Pour les articles homonymes, voir Boulevard de Marseille.
Le boulevard de Marseille est une voie d'Abidjan en Côte d'Ivoire.

## Situation et accès
Situé près du port et le long d'un terrain, à Abidjan sud, c'est un axe routier qui traverse Marcory-Biétry, Zone 4, Zone 3, Treichville. 

## Origine du nom
Elle porte le nom de la ville de Marseille, préfecture du département français des Bouches-du-Rhône.

## Historique
Il est né dans les années 1930. Aux abords de ce boulevard se situent de nombreuses villas reconverties en restaurants de standing (pizzerias, billards, etc.). 

## Bâtiments remarquables et lieux de mémoire
Le Boulevard de Marseille longe plusieurs sites de notoriété et notamment, de nombreux hôtels, le mythique Palais des Sports d'Abidjan, les NEI (Nouvelles Editions Ivoiriennes), le Collège Notre-Dame d'Afrique (tenu par les Marianistes).

## Sources et notes
1. ↑   (fr) Site officiel de NEI